# 賈巴爾普爾縣
賈巴爾普爾縣是印度的一個縣，位於該國中部，由中央邦負責管轄，面積6,160平方公里，識字率為82.47%，2011年人口2,460,714，人口密度每平方公里399人。

## 外部連結
- Jabalpur District web site （页面存档备份，存于）
- （页面存档备份，存于） list of places in Jabalpur

23°09′36″N 79°56′24″E / 23.16000°N 79.94000°E